# Miss Read
Miss Read MBE (* 17. April 1913 in South Norwood, nahe London; † 7. April 2012, bürgerlich: Dora Jessie Saint, geborene Shafe) war eine englische Schriftstellerin. Das Pseudonym „Miss Read“ basiert auf dem Geburtsnamen ihrer Mutter.

## Leben
Read war von Beruf Lehrerin. Nach dem Zweiten Weltkrieg begann sie zu schreiben, zunächst für die Satirezeitschrift Punch und andere Zeitschriften, später für die BBC. 1940 heiratete sie den Schulleiter Douglas Edward John Saint. Aus der Ehe ging eine Tochter, Jill, hervor. Seit 1998 war sie Mitglied der Order of the British Empire für ihre Dienste in der britischen Literatur. Dora Saint lebte in einem kleinen Dorf in Berkshire und hat sich 1996 aus dem Schriftstellerinnenleben zurückgezogen.

## Werk
Das schriftstellerische Werk von Dora Jessie Saint unter ihrem Pseudonym „Miss Read“ umfasst zwei Hauptreihen: Geschichten über die Bewohner der Dörfer Thrush Green (Lulling, Nidden) und Fairacre (Caxley: 9 km entfernt, Beech Green: 2 km entfernt) in den South Downs und Cotswolds. Außerdem verfasste sie einige Kinderbücher und zwei Autobiographien.
Thrush Green
Fairacre

## Belege
1. ↑  The Telegraph: Dora Saint, abgerufen am 12. April 2012
2. 1 2  Nachruf von Miss Read im Telegraph
3. ↑  Nachruf auf Miss Read bei goodreads

| Personendaten    | Personendaten                        |
| ---------------- | ------------------------------------ |
| NAME             | Miss Read                            |
| ALTERNATIVNAMEN  | Saint, Dora Jessie (wirklicher Name) |
| KURZBESCHREIBUNG | englische Schriftstellerin           |
| GEBURTSDATUM     | 17. April 1913                       |
| GEBURTSORT       | South Norwood bei London             |
| STERBEDATUM      | 7. April 2012                        |